# オルソ画像

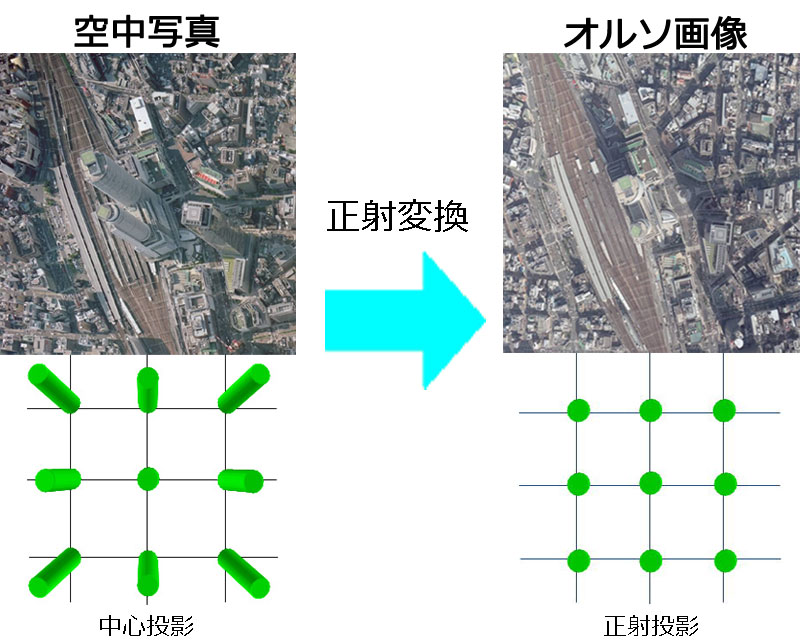
オルソ画像

オルソ画像（オルソがぞう、 英語: orthophoto）は、オルソ補正が行われた画像のこと。

## 概要
航空機の高度から地表をカメラで撮影した空中写真は、レンズの中心に光束が集まる中心投影である。これは、遥かに高い高度から地表を垂直に見た正射投影に比べると、地表の起伏（高低差）に起因して、写真上の像に位置ズレが生じる。また写真の中心から周縁部に向かうほど、この位置ズレは大きい。
オルソ画像は、写真上の地表の像の位置ズレをなくし空中写真を地図と同じく、真上から見たような傾きのない、正しい大きさと位置に表示される画像に変換（以下、「正射変換」という）したものである。
オルソ画像は、写された地表の像の形状が正しく、位置も正しく配置されているため、地理情報システム（GIS）などにおいて、画像上で位置、面積及び距離などを正確に計測することが可能で、地図データなどと重ね合わせて利用することができる地理空間情報である。
ただし高い建造物や周縁部のとがった山の像は、写真の中心から外側へ傾いているように写る。

## 作成工程

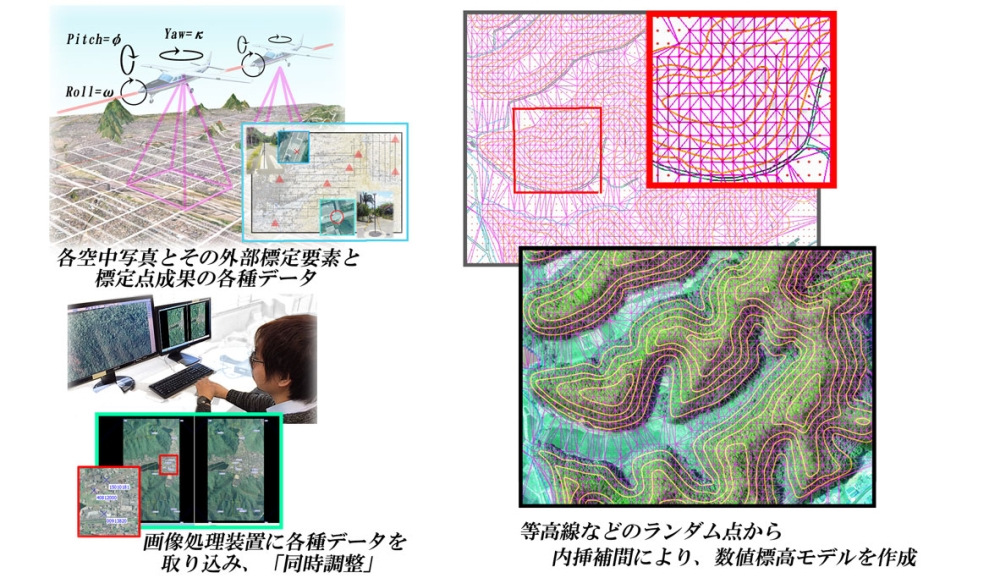
オルソ画像作成工程

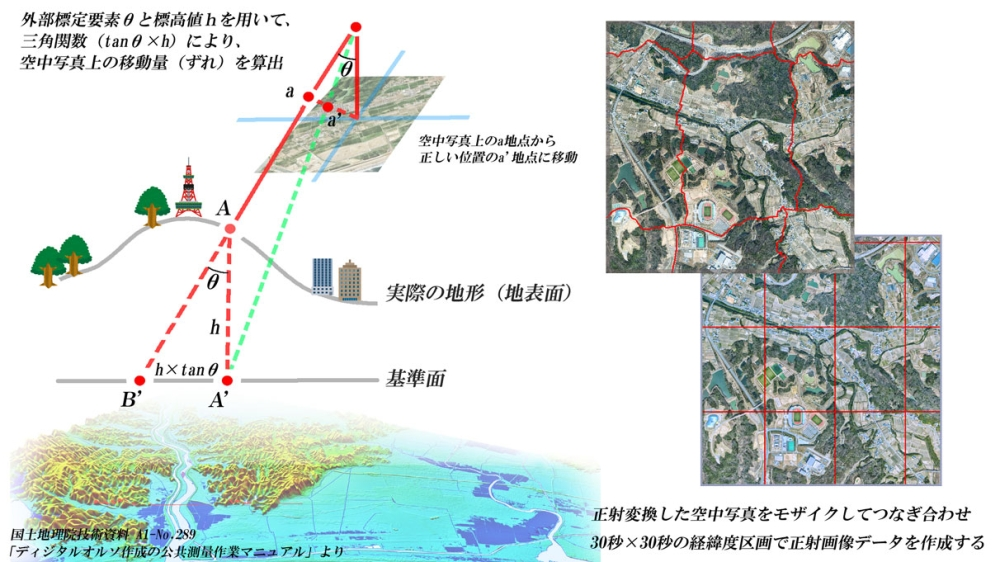
オルソ画像作成工程

電子国土基本図の構成要素の一つである「電子国土基本図（オルソ画像）」は、空中写真を正射変換し、それらを結合させて作成される。
空中写真を正射変換するには、空中写真上の位置と地上の水平位置を対応させる必要がある。この正射変換には、地表の三次元形状を表した数値標高モデル（標高データ）を用いて行われる。既存の航空レーザ測量データや空中写真を用いた自動標高抽出技術などにより正射変換に用いる数値標高モデルを作成して、空中写真1枚毎にそれぞれ正射変換しそれらをつなぎ合わせることにより、「電子国土基本図（オルソ画像）」が作成される。
まずは空中写真を撮影し、次に標定点を設置する。オルソ画像に正確な水平位置と高さを付与するため、空中写真上で明瞭に確認できる箇所に水平位置と高さの基準となる標定点を設置する。標定点は、撮影前に地上の基準点にあらかじめ標識を設置し、空中写真上で確認する方法や、撮影した空中写真上で明瞭に形がわかる場所（構造物の角、道路の縁石、マンホール、白線など）の水平位置と高さを現地において、GNSS測量機などにより計測する方法がある。これに続いて、同時調整、数値標高モデルの作成が行われる。精密なオルソ画像を作成するためには、高い精度の計測が必要となることから、デジタルステレオ図化機などの画像処理装置に、撮影した各空中写真とGNSS/IMU装置で計測した各空中写真の外部標定要素、水平位置と高さの基準となる標定点成果の各種データを取り込み、撮影区域全体で統合して調整計算（以下、「同時調整」という）を行う。
同時調整が完了した後、写真測量による空中写真の立体視による図化や自動標高抽出技術（重なりあう空中写真に写った情報を比較して、画像上の位置から地物の標高を自動的に計算する技術）により、画像上の各地点の標高値を計測する。これらの計測点のうち、隣り合う計測点３点をむすんで三角形『TIN（Triangulated Irregular Network）』をつくって、地表面の形状にあてはめた内挿補間により、等間隔の格子状に標高を表した数値標高モデルを作成する。この数値標高モデルを用いて、中心投影の空中写真から、写真上の像の位置ズレを補正する正射変換を行い、オルソ画像を作成する。正射変換を模式化すれば、外部標定要素と数値標高モデルの標高値を用いて、写真上の位置と地上の場所との関係を三角関数により求め、正しい位置に移動させる変換を行っていることになる。空中写真からは撮影した枚数分の正射画像がそれぞれ作成されるため、これらをつなぎ目が目立たないよう接合（モザイク）し、統合した一枚のオルソ画像を作成する。統合したオルソ画像から、「電子国土基本図（オルソ画像）」の仕様に従って、30秒×30秒の経緯度区画に分割し、データファイルを作成する。電子国土基本図（オルソ画像）は、地理情報システム（GIS）などにおいて、建物や道路などが正しい位置と大きさに表示されるため、背景データとして他の地理空間情報との重ね合わせができる。国土地理院は、「電子国土基本図（地図情報）」の更新に利用している。